# Ґреґорі Девід Робертс
Ґреґорі Девід Робертс (англ. Gregory David Roberts, при народженні — англ. Gregory John Peter Smith), автор роману «Шантарам», народився в Мельбурні в квітні 1952 року. Бунтарський дух, відомого в майбутньому письменника виявився в 17 років, коли він виступив співзасновником Анархістської партії народного звільнення.
Після розлучення з дружиною у 1976 році, наслідком чого стала розлука з улюбленою дочкою, Ґреґорі впадає у важку депресію, яка призводить до героїнової залежності. У пошуках грошей для чергової дози, він починає здійснювати пограбування різних установ, у наслідок чого прославився… «порядним бандитом» тому як «йшов на справу» в піджаку і жилеті, і неодмінно був ввічливий з тими, кого грабував. Як з'ясувалося пізніше Робертс, здійснював пограбування, використовуючи іграшковий пістолет.
У 1978 році Ґреґорі був заарештований і засуджений до 19 років ув'язнення. Проте менш ніж через два роки він здійснив втечу з в'язниці «максимальної безпеки» в Пентрідж, чого до нього не вдавалося нікому.
У 1982 році Робертсові вдається за фальшивим паспортом потрапити до Індії. Перші півроку він проводить за вивченням маратхі в селі. Потім перебирається в бомбейські нетрі, де згодом засновує безкоштовну клініку для жебраків.
Через деякий час він вербується мафіозними структурами, де здобуває необхідні навички та бере участь у валютних махінаціях, контрабанді зброї і підробці паспортів.
Відсидівши в індійській в'язниці чотири місяці, Ґреґорі продовжує з азартом грати з долею — він опиняється в Афганістані, де бере участь у бойових діях на боці моджахедів. Після отриманого поранення і лікування в Пакистані знову опиняється в Бомбеї.
Боллівуд, що бурхливо розвивався, не лишився без уваги творчої особистості. Девід знімається в епізодичних ролях, телепередачах, а потім засновує кастингову агенцію з підбору іноземців-статистів.
Перебуваючи у міжнародному розшуку, за підробленими документами потрапляє до Німеччини, де створює рок-групу і підписує контракт зі студією звукозапису. Проте співробітникам Інтерполу вдається вийти на його слід, але до Ґреґорі знову прихильна доля, він уникає арешту та нелегальним транзитом через Швейцарію та Італію знову опиняється в Бомбеї.
По поверненню, він пориває з мафією і самостійно налагоджує наркотрафік в Європу. Логічне завершення багаторічної «бурхливої діяльності» настав із затриманням в Німеччині у 1990 році, де Девід був заарештований разом з групою терористів.
Зі слів Ґреґорі саме після арешту він почав переосмислювати своє буття — «Коли мене затримали у Франкфурті у 1990 році і посадили у в'язницю для терористів, я встав на шлях покути. Я більше не хотів бути ніким. Я хотів повернутися до Австралії або Індії, щоб почати нове життя.»
У австралійській в'язниці Ґреґорі взявся за перо. Він починає писати роман, який згодом прославить його на весь світ. Наглядачі кілька разів знищували рукописи, але Девід вперто продовжував працювати над книгою.
Після звільнення, роман допрацьовується і видається. «Шантарам» справив ефект бомби, що розірвалася, такої пронизливої, захоплюючої оповіді, викладеної хорошою мовою, публіка і критики не бачили давно.
Згодом Робертс написав сценарій, і роман вийшов у світовий прокат.

## Переклади українською
- Ґреґорі Девід Робертс. Шантарам. Переклад з англійської: В. В. Александров. Київ: KM-Books, 2013. 800 стор. ISBN 978-617-5382-73-8
  - (перевидання) Ґреґорі Девід Робертс. Шантарам. Переклад з англійської: В. В. Александров. Київ: KM-Books, 2016. 804 стор. ISBN 978-617-7409-51-8
- Ґреґорі Девід Робертс. Шантарам — 2. Тінь гори. Переклад з англійської: Наталя Гайдай. Київ: KM-Books, 2016. 864 стор. ISBN 978-617-7409-31-0